# Embajada de Argentina en Perú
La Embajada de Argentina en Perú es la principal y máxima representación diplomática Argentina en dicho país siendo una de las 154 representaciones argentinas en el exterior. La sede se encuentra situada en el cruce de las Avenidas Arequipa y 28 de Julio en Lima, Perú, aunque la misma está en un período de reparaciones encontrándose la actual sede en Avenida Las Flores 326 - San Isidro, Lima 27. El embajador desde febrero de 2024 es Samuel Ortiz Basualdo.

## Breve reseña arquitectónica de la Embajada
La casa fue donada por el gobierno de la República del Perú en 1921 con motivo del centenario de su independencia. La obra fue iniciada en 1929 habiendo sido diseñada por el arquitecto argentino Martín Noel siendo el Ingeniero Constructor Gonzalo Panizo.  La misma fue entregada por el ministro de Relaciones Exteriores del Perú Doctor Carlos Concha el 8 de diciembre de 1938 al Embajador de Argentina de ese momento,  Ricardo Colombres Mármol.
La sede es una amplia residencia de tres plantas pintada externamente de color rosa y su diseño arquitectónico es una simbiosis entre la arquitectura colonial americana y la española. Esto hace que tenga toques marcadamente peruanos como el uso de arcos, la madera y el diseño del patio interior combinados con los clásicos balcones hispánicos que fueron característicos de Lima en la época del virreinato. El lugar más destacado del edificio se encuentra en el segundo piso que es el sector social y protocolar por excelencia con un patio interno que por sus características semeja al Palacio Torre Tagle de la Cancillería peruana. Desde este patio se ingresa por un lado a un elegante comedor que tiene espacio para 20 comensales y por el otro a un amplio salón que da a la Avenida Arequipa. 
Uno de los elementos arquitectónicos más destacados de la seda es su pequeña capilla que se encuentra en el segundo piso allende a una galería que hace de jardín de invierno y que da hacia la Avenida 28 de Julio. El lugar de oración tiene un cuadro del bautismo de Cristo que se le atribuye al renombrado artista cuzqueño Diego Quispe Tito. Dos vitrales se le oponen,  realizados por un artesano alemán. Uno corresponde a la Virgen de Luján y el otro a Santa Rosa de Lima. El altar de pan de oro corona el lugar en cuyo centro está tallada la imagen de Nuestra Señora de la O, la virgen de la expectación del parto. 

## Organización
La Embajada tiene su Cancillería y cinco secciones generales: Política y Defensa, Económica Comercial, Cultural y Turismo, Prensa y Difusión y Cooperación Internacional. Cuenta con una Administración y las Agregadurías de Defensa, Militar, Naval,  Aérea y de Seguridad. 

## Consulado General
El Consulado-General en Lima se encuentra en Pablo Bermúdez No. 143, Piso 2 - Lima.

## Galería

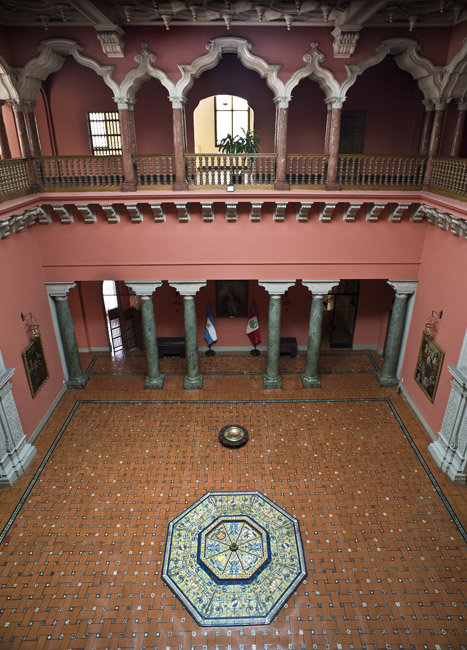
Patio Interno
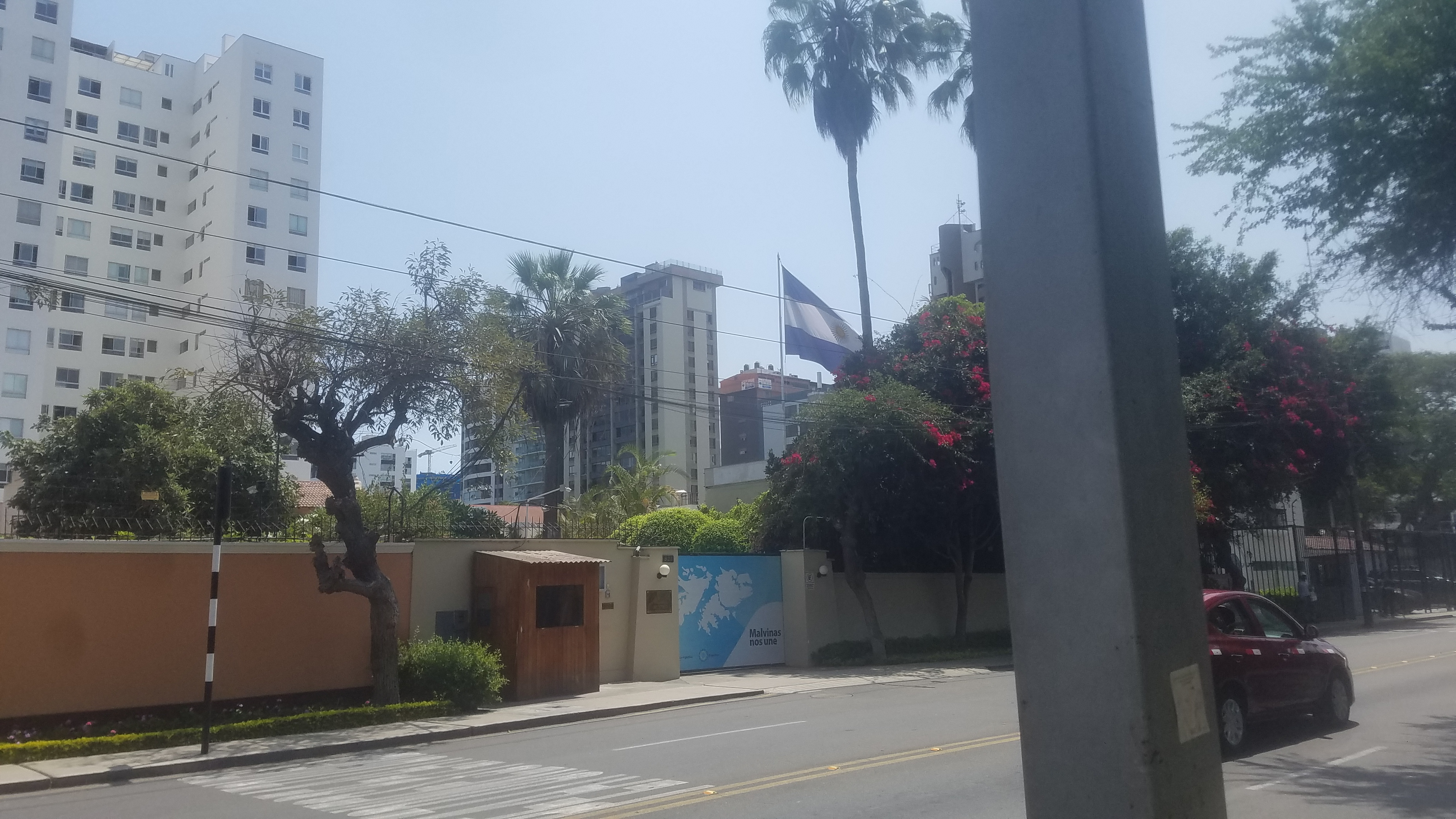
Segundo edificio de la embajada localizado en Avenida Las Flores 326, Lima
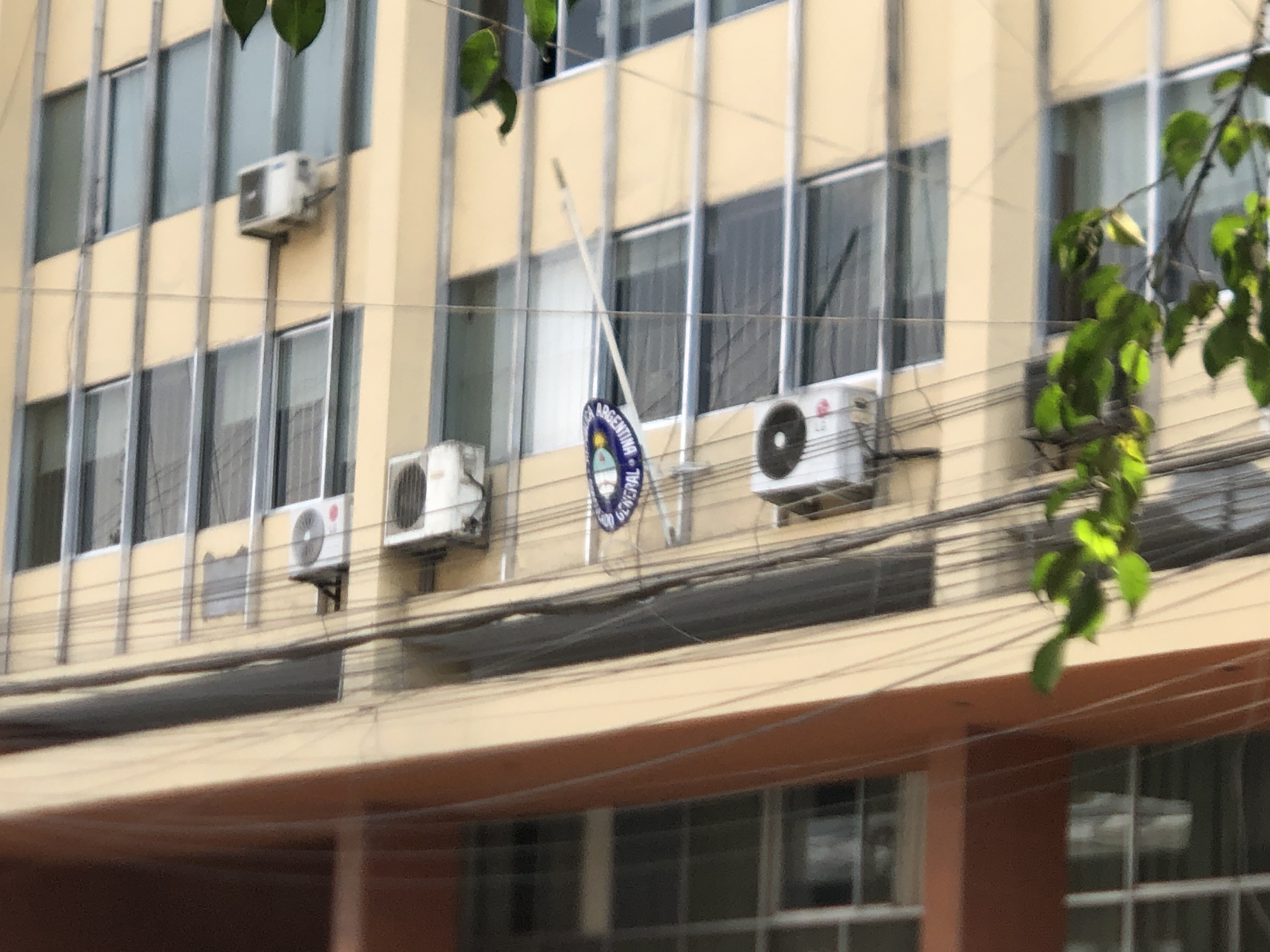
Consulado-General localizado en Pablo Bermúdez No. 143, Piso 2, Lima